# Paludi pontine (film)
Paludi pontine è un film cortometraggio muto del 1909, prodotto dalla Helios Film.
La pellicola è conservata presso il British Film Institute di Londra.

## Produzione
Girato nell'inverno fra il 1908 ed il 1909, mostra in apertura le strade innevate dei Monti Lepini che sovrastano la pianura pontina, proseguendo con scene di vita rurale delle zone abitate ai due estremi delle paludi, le città di Terracina e Sonnino, le paludi vere e proprie fino ai monumenti e le bellezze naturali della zona, come l'abbazia di Fossanova, le rovine della città scomparsa del giardino di Ninfa ed il parco del lago di Fogliano.

## Distribuzione
- Italia: Paludi pontine
- Regno Unito: Pontine Marshes, near Rome, luglio 1909
- USA: Pontine Marshes, Italy, 15 settembre 1909